# 宣敘調
宣敘調（意大利語：Recitativo），又譯朗誦調，原指歌劇、清唱劇、康塔塔等大型聲樂中類似朗誦的曲調，速度自由，旋律與節奏是依照言語自然的強弱，形成簡單的朗誦或說話似的曲調，換言之是以歌唱方式說話。與詠歎調比較，宣敘調著重敘事，音樂只是附屬性質。宣敘調差不多是與歌劇同時出現的聲樂形式，常於詠歎調之前，具有"引子"的作用。宣敘調必須依附於歌劇情節，無法拿出來單獨演唱。
最初，宣敍調雖然是為了取代劇中人物對白之用，但仍有簡單的旋律變化，而自18世紀開始出現了乾燥的宣敘調（secco），缺乏抒情性，詞句幾乎是在同一音上作快速吐字的節奏變化，又稱為"說話式的宣敘調"（parlando）。
19世紀中期以後的歌劇需要對白時，大都以實際對話方式演出，愈來愈少將對白寫成宣敘調。
還有一種界於兩者之間的「詠敘調」（arioso），比宣敘調要多一些音樂性。